# Анаксимандр (лунный кратер)
Кратер Анаксимандр (лат. Anaximander) — древний ударный кратер у северо-западного края видимой стороны Луны. Название присвоено в честь древнегреческого философа Анаксимандра Милетского (610—547/540 до н. э.) и утверждено Международным астрономическим союзом в 1935 г. Образование кратера относится к донектарскому периоду.

## Описание кратера

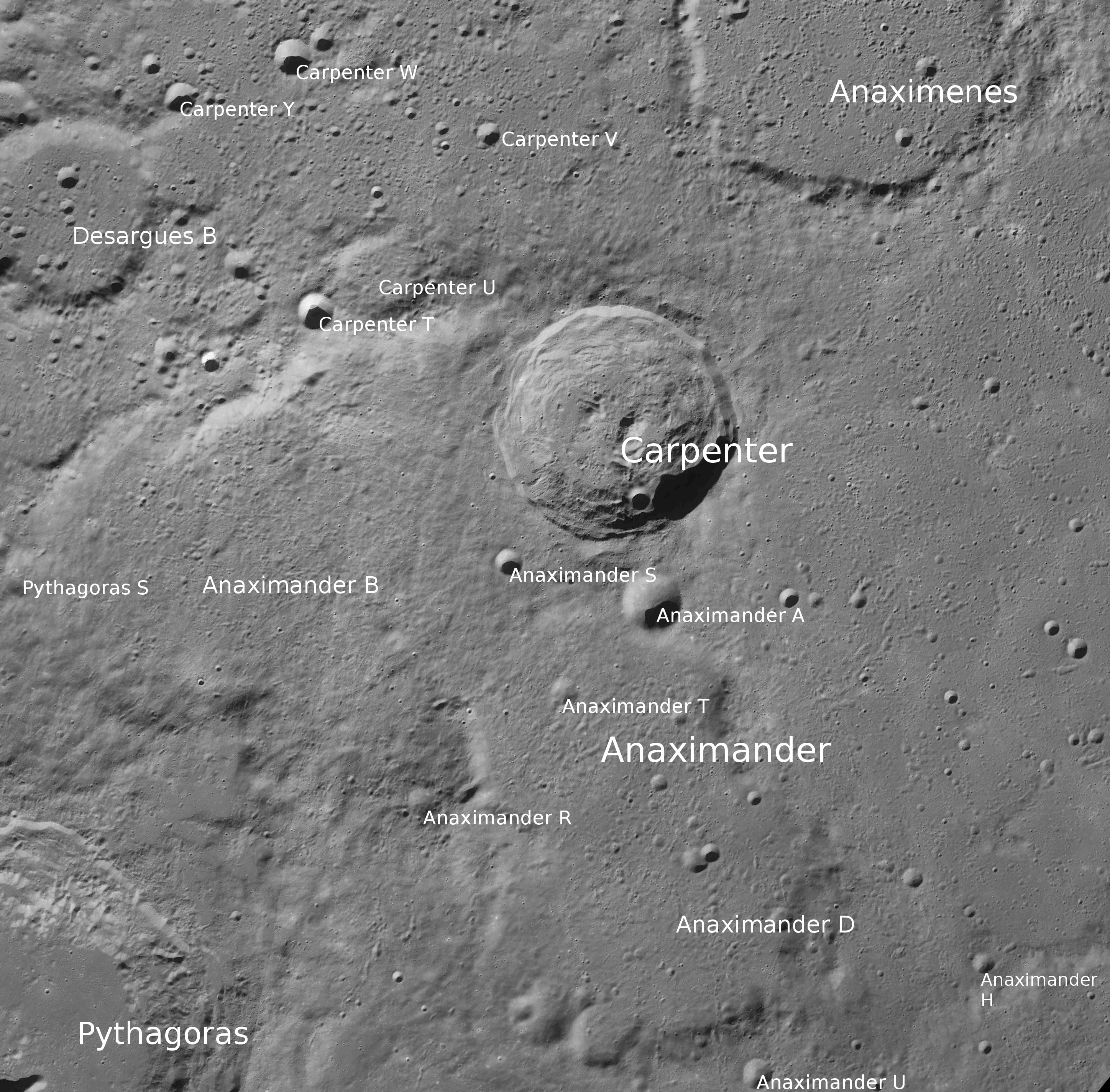
Окрестности кратера Анаксимандр. Снимок зонда Lunar Reconnaissance Orbiter.

На северо-западе от кратера раполагаются кратеры Паскаль и Дезарг, на севере кратер Карпентер и далее кратер Понселе, на северо-северо-западе кратер Анаксимен, на юго-востоке кратер Гершель Дж., на юго-западе кратер Пифагор.
Селенографические координаты центра кратера 66°58′ с. ш. 51°26′ з. д. / 66,97° с. ш. 51,44° з. д., диаметр 69 км, глубина 1,71 км.
Вал кратера сильно разрушен, имеет многочисленные засечки и разрывы. Наибольшая высота вала над окружающей местностью составляет 1260 м. Центральный пик отсутствует, дно чаши кратера испещрено множеством мелких кратеров. На юге кратер соединяется с сателлитным кратером Анаксимандр D, в месте соединения имеется широкий разрыв в валах обоих кратеров. На западе от кратера расположено невысокое поднятие местности, отделяющее его от сателлитного кратера Анаксимандр B. Объём кратера — около 4000 км³.

## Сателлитные кратеры
| Анаксимандр | Координаты                                            | Диаметр, км |
| ----------- | ----------------------------------------------------- | ----------- |
| A           | 68°03′ с. ш. 50°24′ з. д. / 68,05° с. ш. 50,40° з. д. | 15,2        |
| B           | 68°05′ с. ш. 61°13′ з. д. / 68,08° с. ш. 61,21° з. д. | 79          |
| D           | 65°47′ с. ш. 50°41′ з. д. / 65,78° с. ш. 50,68° з. д. | 97          |
| H           | 65°17′ с. ш. 41°04′ з. д. / 65,29° с. ш. 41,06° з. д. | 9,0         |
| R           | 66°19′ с. ш. 55°13′ з. д. / 66,32° с. ш. 55,21° з. д. | 8,1         |
| S           | 68°21′ с. ш. 53°36′ з. д. / 68,35° с. ш. 53,60° з. д. | 7,2         |
| T           | 67°18′ с. ш. 52°16′ з. д. / 67,30° с. ш. 52,27° з. д. | 7,0         |
| U           | 64°08′ с. ш. 48°30′ з. д. / 64,14° с. ш. 48,50° з. д. | 7,5         |

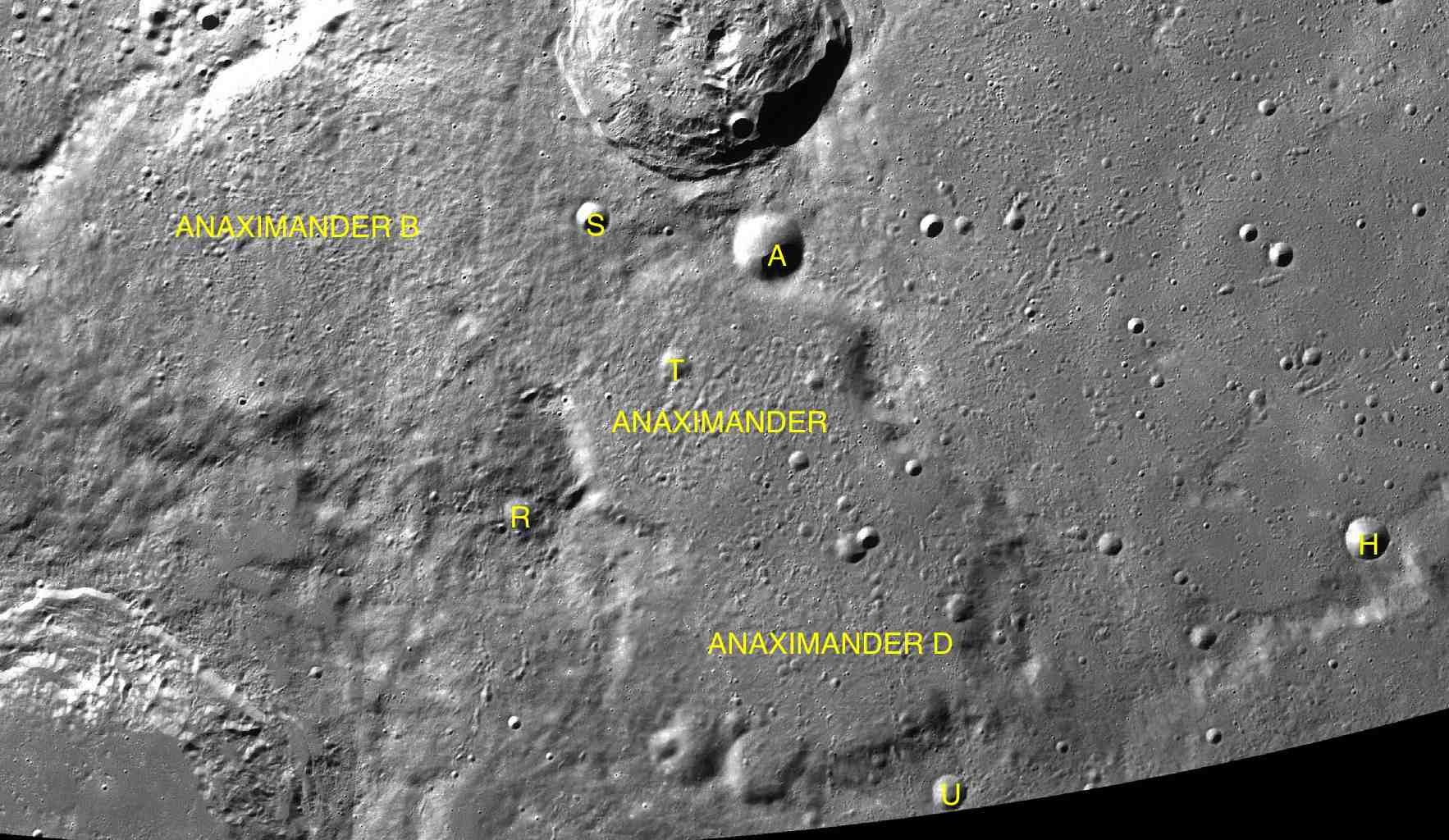
Фрагмент карты LAC-2.

- Образование сателлитных кратеров Анаксимандр B и D относится к донектарскому периоду[5].